# Alan Dale
Alan Dale (født 6. maj 1947) er en skuespiller fra New Zealand, der er internationalt bedst kendt for sine roller i bl.a.  NCIS som forhenværende chef (aktiv i 2 sæsoner), Neighbours, The O.C., 24 Timer, Ugly Betty, NCIS og Lost som rigmanden Charles Widmore.